# ウルトラマン THE FIRST
『ウルトラマン THE FIRST 』（ウルトラマン ザファースト）は、特撮テレビ番組『ウルトラマン』を原作とする高田裕三の漫画作品。角川書店の雑誌『特撮エース』創刊号より連載。同誌休刊後は、『特撮ニュータイプ』に掲載紙を移した。

## 概要
「特撮エース」時代は、原作テレビ版の第1話～第5話、第7話をコミカライズ。「特撮ニュータイプ」に移ってからは『第2部 さらばウルトラマン』と題し、テレビ版最終回を中心にアレンジしたストーリーになっている。
登場人物の細かい設定などは、金城哲夫の『小説 ウルトラマン』における設定を引用している部分もある。

## 登場人物
ウルトラマン
M78星雲から宇宙怪獣ベムラーを追ってきた宇宙人。ハヤタ隊員と一体化してベムラーを倒した後、地球を守るために残った。主な技はスペシウム光線。
デザインは1話～17話まではAタイプ、第2部では1話がAタイプ、2話～6話前半がBタイプ、6話後半がCタイプを基にしている。時々口を開けるようなシーンも書かれている。
ハヤタ
科学特捜隊の隊員で、ウルトラマンと一体化した青年。科特隊養成所をトップの成績で卒業したエリートで、宇宙へ行くことに憧れている。
テレビ版と比べると、ウルトラマンになることへの葛藤が描かれており、またフジ隊員に対して、一人の同僚以上の感情を示している。
フジ・アキコ
科学特捜隊の女性隊員。通信業務を中心に担当している。
イデ
科学特捜隊の隊員。スパイダーショットなどの武器を開発した。
アラシ
科学特捜隊の隊員で、射撃の名手。
ムラマツ
科学特捜隊の隊長。
ヒナタ
科学特捜隊の女性整備士。一人称は「オレ」。アキコ隊員をライバル視している。漫画版オリジナルキャラクター。
ナガイ
科学特捜隊の整備班班長。よくヒナタと口論になる。漫画版オリジナルキャラクター。
タバタ
科学特捜隊の整備士の一人。漫画版オリジナルキャラクター。
ホシノ
岩本博士
防衛隊幕僚長

## 怪獣
ベムラー
青い球体に乗って地球に襲来した、凶悪な宇宙怪獣。全身に棘が生えている。
テレビ版と比べると肩のトゲがボリュームアップしている。ウルトラマンは可能であればベムラーを生け捕りにすることを望んでいたが、ウルトラマンに初めて変身したハヤタは十分に闘えず、止むを得ずスペシウム光線でベムラーを撃退した。
バルタン星人
戦争により自らの星が消滅したため、地球に移住しようとした宇宙人。セミに似た姿をしており、巨大なハサミから怪光線を放つ。
本作品では黒幕的な扱いになっており、終盤はフジ隊員に憑依して油断を誘い、ハヤタを誘拐・殺害しようとした。
ネロンガ
300年前に村井強衛門という侍に封印されたと言われる、獰猛な怪獣。伊和水力発電所に出現。自らの体を透明化させ、角から電撃を放つ。
ラゴンと戦い、これを電撃で倒したが、ウルトラマンと科特隊の連携により倒された。
ラゴン
巨大化した海底原人。高エネルギー爆弾、ジュピター41がヒレに絡まっている。
伊和水力発電所近隣の地下洞窟内で出現。ネロンガと戦ったが、放電攻撃の前に敗れてしまう。その後ジュピター41は、ウルトラマンが宇宙空間で爆発させた。
グリーンモンス
食肉植物ミロガンダが怪獣となったもので、科特隊のスーパーガンやスパイダーショットのエネルギーさえも吸収し巨大化した。
テレビ版よりもさらに生物らしさが強調されたデザインとなっている。スペシウム光線さえも効かなかったが、最期は太陽に投げ込まれて葬られた。
アントラー
中近東の町・バラージに現れた伝説の怪獣。角から放つ磁力光線で敵を引き寄せ、その表皮は磁力によりコーティングされ、スペシウム光線も通用しない強敵。バラージの青い石を苦手としており、最期は青い石の影響で表皮の磁力が剥がれ、スペシウム光線で倒された。
本作品の設定では皮膚が黒く見えるのは磁力線のせいであり、表皮の色は赤色だということになっている。
ジャミラ
怪獣墓場の調査に赴きバルタンの母船および製造中のゼットンを発見、バルタンに拉致され改造されてしまう。ウルトラマンにバルタンやゼットンの警告を行うがイデのマルス133によって死亡。死後、その正体は科特隊を除いて隠蔽された。
ブルトン
バルタンが怪獣墓場から調達した怪獣。ゼットンを製造していたバルタンたちの護衛をしていたらしく、ジャミラも拉致した。ウルトラマンに亜空間を破壊する歪んだ時空を作り出され、爆発四散した。
ゼットン
対ウルトラマン用に戦闘能力を調整された宇宙怪獣で、ハヤタが地球にいない間に科特隊基地を潰そうとした。ウルトラマンの何倍もの巨躯を誇り、科特隊基地を壊滅させ、自衛隊と在日米軍の戦闘機部隊を蹴散らした。ウルトラマンのどんな必殺技も寄せ付けない頑丈な装甲を持ち、ウルトラマンのカラータイマーをビームで破壊するが、ウルトラマンの捨て身の行動で生じた隙を突かれ、イデの開発した反重力ミサイルを顔面に打ち込まれて倒された。
本作品では、バルタン星人が怪獣墓場で製造した怪獣とされ、下半身が多脚系になっているなどデザインもより昆虫的なフォルムに仕上がっている。
この他、プロローグで『ウルトラQ』に登場したゴメス、リトラ、ナメゴン、ガラモン、セミ人間、カネゴン、ケムール人が、多々良島でレッドキング、チャンドラー、マグラー、ピグモン（複数登場）、ゲスラ（原典よりサイズは小さい）が登場。またガボラ・ジラース・ギャンゴ・ペスターなども出現した。怪獣墓場には多数の怪獣の死体（ベムラー、ネロンガ、テレスドン、ガマクジラ、ガヴァドン（A.B含む）、シーボーズ、グビラ、ゴメス、ケムラー、ドドンゴの姿も映っていたが、これらは全てゼットンの材料になった模様。

## テレビ版との主な相違点
- 科学特捜隊の組織が大規模であり、ムラマツ班の他にも複数の実働班がいる。また、整備班にもオリジナルのメインキャラクターを配置。
- テレビ版では変身後はハヤタではなくウルトラマンの意思が表に出ていたが[1]、本作品ではウルトラマンに変身してもハヤタの意思が残っている。
- 後半のストーリーに連続性を持たせ、バルタン星人がウルトラマンと地球人への復讐のために暗躍する黒幕となっている。
- 最終回でゾフィーが持ってきた2つの命は、ハヤタとバルタン星人に殺されたフジ隊員に与えられ、ウルトラマンは故郷で新たな命を得るためにゾフィーと一体化して地球を去る。

## 書誌情報
- 高田裕三 『ウルトラマン THE FIRST』 角川書店〈角川コミックス 特撮A〉、全3巻
  1. 2005年3月1日発売、ISBN 978-4-04-853827-5
  2. 2006年12月1日発売、ISBN 978-4-04-854062-9
  3. 2008年7月15日発売、ISBN 978-4-04-854191-6